# Haplotaxodon trifasciatus
Haplotaxodon trifasciatus es una especie de peces de la familia Cichlidae en el orden de los Perciformes.

## Morfología
Los machos pueden llegar alcanzar los 16,2 cm de longitud total y las  hembras   17,29.

## Hábitat
Es una especie de clima tropical que vive entre 5-30 m de temperatura.

## Distribución geográfica
Se encuentran en África: Zambia